# Hadena cleptoschema
Hadena cleptoschema är en fjärilsart som beskrevs av Dyar 1912. Hadena cleptoschema ingår i släktet Hadena och familjen nattflyn. Inga underarter finns listade i Catalogue of Life.